# Bye Bye Birdie
Bye Bye Birdie ist ein Musical in zwei Akten (17 Bildern) mit der Musik von Charles Strouse. Das Libretto stammt von Michael Stewart, die Texte der Lieder von Lee Adams. Seine Uraufführung erlebte das Werk am 14. April 1960 im Martin Beck Theatre in New York unter der Regie von Gower Champion. Das Stück kam auf 607 Vorstellungen. Die deutsche Textfassung schuf Benjamin Baumann. In Deutschland wurde das Musical erstmals am 27. Mai 2006 in Coesfeld aufgeführt.

## Bühnenbilder
Erster Akt: Bild 1: Büro der Musikgesellschaft „Almaelou“, New York; Bild 2: Sweet Apple, Ohio; Bild 3: Haus der Familie MacAfee, Sweet Apple; Bild 4: Pennsylvania Station, New York; Bild 5: Bahnhof, Sweet Apple; Bild 6: Vor dem Rathaus, Sweet Apple; Bild 7: Haus der Familie MacAfee, Sweet Apple; Bild 8: Bühne und Büro des Filmtheaters, Sweet Apple; Bild 9: Bühne des Filmtheaters, Sweet Apple
Zweiter Akt: Bild 10: Haus der Familie MacAfee, Sweet Apple; Bild 11: In den Straßen von Sweet Apple; Bild 12: Hintertür des Hauses der Familie MacAfee, Sweet Apple; Bild 13: „Maude’s Bar“, Sweet Apple; Bild 14: Hintertür von „Maude’s Bar“, Sweet Apple; Bild 15: Das Eishaus, Sweet Apple; Bild 16: Bahnhof, Sweet Apple

## Handlung
Amerika in den swingenden und rockenden fünfziger Jahren. Der Rock-’n’-Roll-Superstar Conrad Birdie soll zum Militär eingezogen werden, was nahezu alle weiblichen Teenager im Land hysterisch kreischend in Ohnmacht fallen lässt. Auch Conrad Birdies hoch verschuldeter Agent Albert gerät durch die Einberufung in größere Schwierigkeiten. Doch seine Sekretärin und Verlobte Rosie hat einen Plan, der die Lösung aller Probleme verspricht: Um Conrad Birdies neuesten Hit One Last Kiss zu promoten, soll der Star werbewirksam in einer Fernsehshow von seinen Fans Abschied nehmen, indem er stellvertretend für alle einem einfachen Mädchen vom Lande in aller Öffentlichkeit einen Abschiedskuss gibt. Die Auserwählte findet Rosie, indem sie wahllos in die Kartei des Fanclubs greift: Es ist der Teenager Kim McAfee aus dem beschaulichen Ort Sweet Apple in Ohio.
In Sweet Apple und insbesondere bei der Familie McAfee schlägt die Nachricht, dass Conrad Birdie kommt, ein wie eine Bombe. Als der Star bei seiner Ankunft mit seinem unnachahmlichen Hüftschwung anfängt zu singen, fallen nicht nur die Teenager in Ohnmacht. Doch die auserwählte Kim hat gerade zum ersten Mal einen „richtig festen Freund“, den gleichaltrigen Hugo Peabody, der vor Eifersucht kocht. Auch dass der Star im beschaulichen Heim der Familie McAfee einquartiert wird, sorgt für weitere Aufregung.
Zusätzliche Verwicklungen gibt es, da Rosie versucht, Albert nach diesem Auftritt ganz vom Showbusiness abzubringen und mit ihm ein beschauliches Leben auf dem Lande anzufangen – wobei sie hierfür zunächst seine überbesorgte, hysterische Mutter ruhigstellen muss, die zu allem Überfluss ebenfalls in Sweet Apple auftaucht.
Im kleinen Stadtkino beginnt Birdies Abschiedsauftritt. Der Star schmettert wie geplant seinen Hit One Last Kiss in die Fernsehkameras, doch als es zum Kuss kommen soll, drehen sowohl Vater McAfee als auch Kims Freund Hugo durch und lassen die Sendung platzen. Danach sind Kim und Conrad verschwunden. Doch entgegen allen Erwartungen haben sich die beiden nicht ineinander verliebt, sondern finden sich langweilig: Kim muss feststellen, dass der Superstar ein recht banaler Mensch ist, und Birdie glaubt, dass nach all der Aufregung die Armee für ihn die reinste Erholung sein wird.

## Songs
- An English Teacher
- The Telephone Hour
- How Lovely to Be a Woman
- Put On a Happy Face
- A Healthy Normal American Boy
- One Boy
- Honesty Sincere
- Hymn for a Sunday Evening
- One Last Kiss
- What Did I Ever See in Him
- A Lot of Livin’ to Do
- Kids
- Baby, Talk to Me
- Kids (Reprise)
- Spanish Rose
- Rosie

## Verfilmung
Unter der Regie von George Sidney wurde das Musical 1963 unter dem Titel Bye Bye Birdie verfilmt. Die Hauptrollen spielten Janet Leigh, Dick Van Dyke, Ann-Margret, Maureen Stapleton, Bobby Rydell und Jesse Pearson.